# Alaknoori
Il cane Alaknoori è un cane tipo levriero, originario del villaggio di Alaknoor nel distretto di Kolhapur, nello stato federato del Maharashtra.
È un cane in grado di sopportare un clima torrido e il terreno accidentato.

## Storia
L'Alaknoori scrive S. Theodore Baskaran nel libro The Book of Indian Dogs, che la razza è nata dall'incrocio di levrieri europei, che mal si adattavano al clima indiano, con la razza locale Caravan Hounds.
La razza prende il nome dal villaggio di Alaknoor dove è nata per volontà di un appassionato cinofilo HH Shahu Maharaj di Kolhapur, che volle incrociare i levrieri europei con levrieri locali.

## Caratteristiche
La razza è caratteristico per il pelo corto e il manto bianco e nero.
Come tutti i levrieri la razza caccia la preda a vista.